# دهستان مهاجران (شازند)
دهستان مهاجران، یکی از دهستان‌های بخش مهاجران شهرستان شازند در استان مرکزی ایران است. مرکز این دهستان، روستای تحت محل است.

## جمعیت
بر پایه سرشماری عمومی نفوس و مسکن در سال ۱۳۹۵، جمعیت دهستان مهاجران برابر با ۱٬۳۵۳ نفر بوده است.